# الترحيل الكاريبي

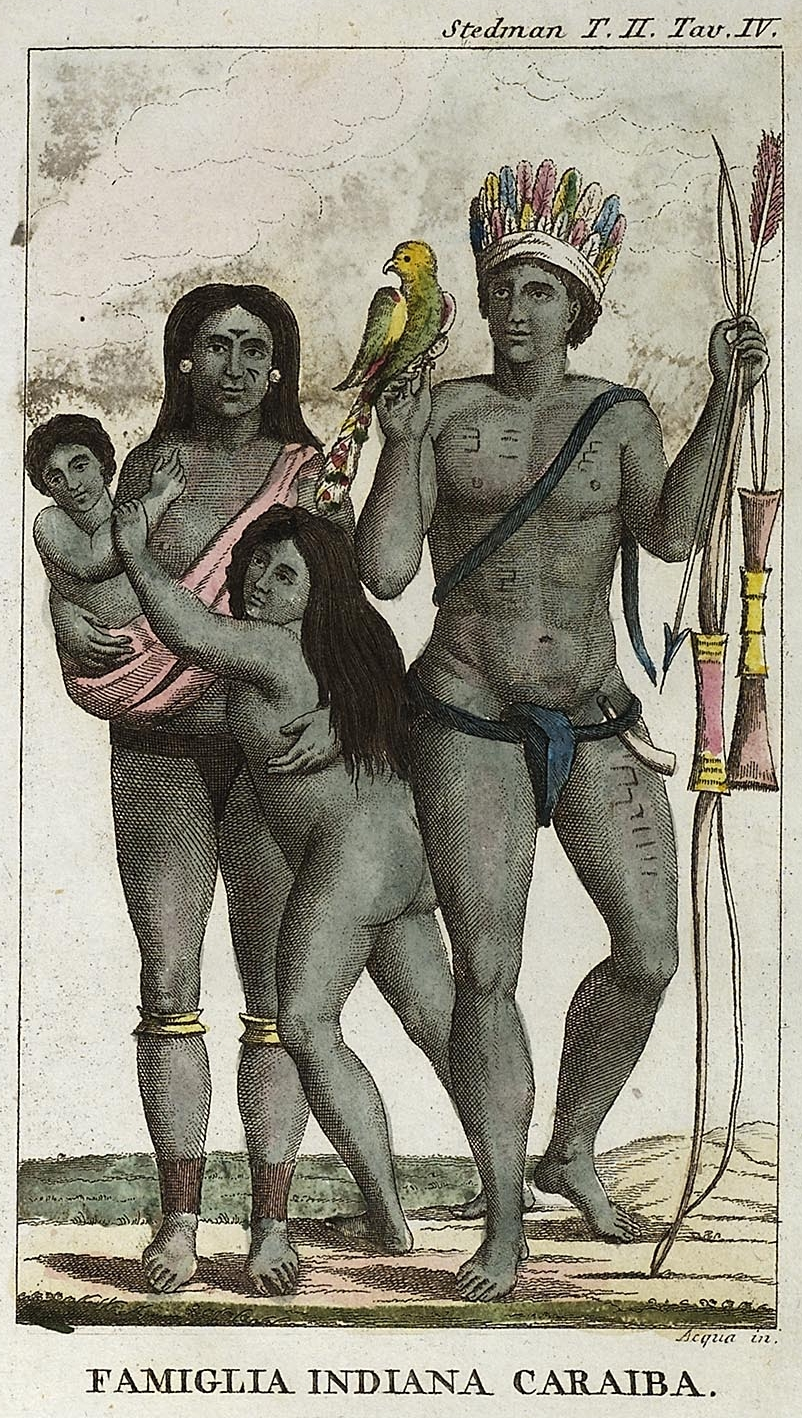

الترحيل الكاريبي كان عملية تطهير عرقي لشعب الكاريب، حدثت في 1660 في جزيرة مارتينيك الكاريبية، بعد غزوها وأحتلالها من قبل الجيش الفرنسي ومن ثم ضمها إلى الامبراطورية الاستعمارية الفرنسية.
باستخدام تفوقهم العددي الكبير, قامت قوات بيري بيلاين ديسنامباك ومن ثم أبن اخته بفرض الحكم الاستعماري الفرنسي على أهل الجزيرة، ومن ثم تم أعطاء الجزيرة إلى شركة سانت كريستوفر.
في عام 1650 تم تمييع الشركة وبيع جزيرة مارتينيك إلى دو باركويت، الذي أصبح حاكم الجزيرة حتى مات في 1658 وقامت زوجته بوراثة المنصب.
حين ثار شعب الكاريب على الحكم الفرنسي أعلنت فرنسا عليهم الحرب، تم قتل الكثير، لكن من بقي على الحياة تم القاء القبض عليهم وترحيلهم عن الجزيرة، ووقعت فرنسا اتفاق سلام مع من تبقى في الجزيرة، بعد موت الكثيرين وترحيل البعض هرب من تبقى في الجزيرة إلى الدومينيك وجزيرة القديس فنسنت، حيث وافق الفرنسيين الا يطاردوهم، وآخر من تبقى بالجزيرة أقدم على الانتحار.